# Obrigação (filosofia)
Em filosofia política e filosofia moral, obrigação difere de coerção, como um conceito normativo se distingue de um conceito positivo: enquanto a coerção descreve uma situação real onde somos fisicamente forçados a fazer algo, a obrigação descreve uma situação onde não temos o direito de não fazer algo.
Enquanto a coerção resulta de um facto, a obrigação decorre da justiça ou do bem, veja-se o bem comum. Assim, um indivíduo pode ser forçado a não voar (porque a presença de obstáculos torna fisicamente impossível o voo); mas é completamente diferente dizer que ele tem a obrigação de não voar (porque isso seria injusto e isso lhe era proibido moralmente).
Um dos principais problemas da filosofia política moderna consiste, por exemplo, em estabelecer a sujeição às leis de todos os cidadãos: não se trata desde logo em procurar a forma de fazer com que os cidadãos obedeçam efectivamente às leis, mas de encontrar uma forma política tal que os cidadãos não tenham o direito de não obedecer às leis, sou seja, tal que eles sejam moralmente obrigados.